# エンサイマダ

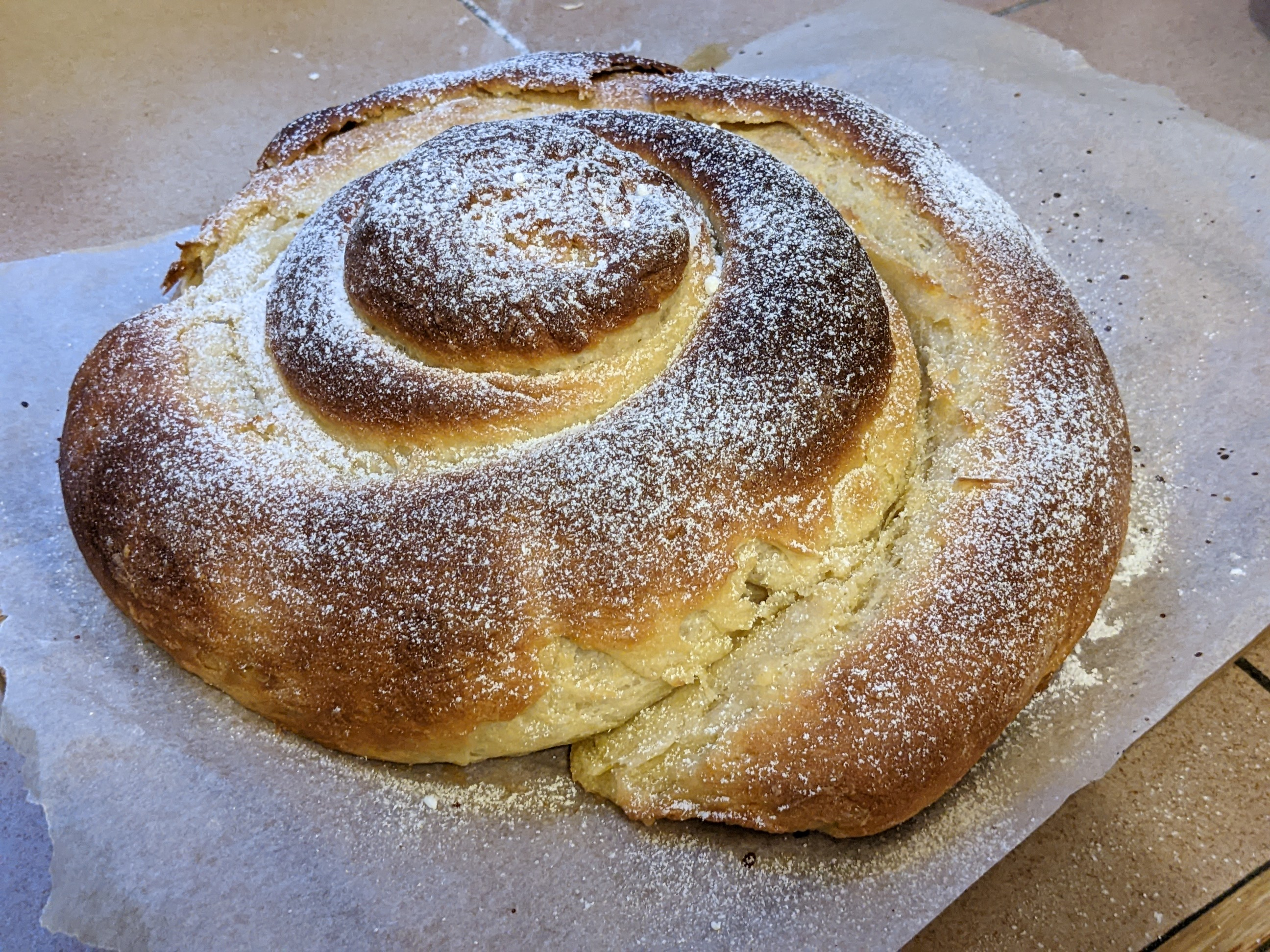
マヨルカ島のエンサイマダの例

エンサイマダ（スペイン語: ensaimada）は、スペイン・マヨルカ島発祥の菓子パン。渦巻パン、caracola（海貝）とも呼ばれる。マヨルカ島を訪れた際の土産としても定番となっている。
また、このマヨルカ島発祥のエンサイマダがフィリピンに伝わり、エンサイマダ（英語: ensaymada）として変化したものが広まっている（#フィリピン参照）。

## 概要
スペインのジャーナリストジュゼップ・プラはエンサイマダを「この国（スペイン）でもっとも軽く、もっとも優雅で、もっとも繊細なペイストリー（the lightest, airiest and most delicate pastry in this country.）」と表現した。
名称はアラビア語に由来し、日本語に直訳すると「豚のラードをかけたもの」の意となる。パン生地にラードを混ぜてサクサクとした食感に仕上げていることに由来する。
渦巻き状で粉砂糖が振られている。味はチョコレート、ホワイトチョコレート、カスタードなど様々で、大きさも1人で食べるサイズからピッツァのような大きなサイズまで様々なものがある。
エンサイマダについて言及されている最古の文書は17世紀にルートヴィヒ・ザルヴァトール大公による著作『Die Balearen』である。そこに記載されているレシピと作り方は現在のものと大差がない。
日本ではヤマザキパンが製品化し市販していたことがある。その際にはラードに代えてマーガリンを使用していた。

## フィリピン

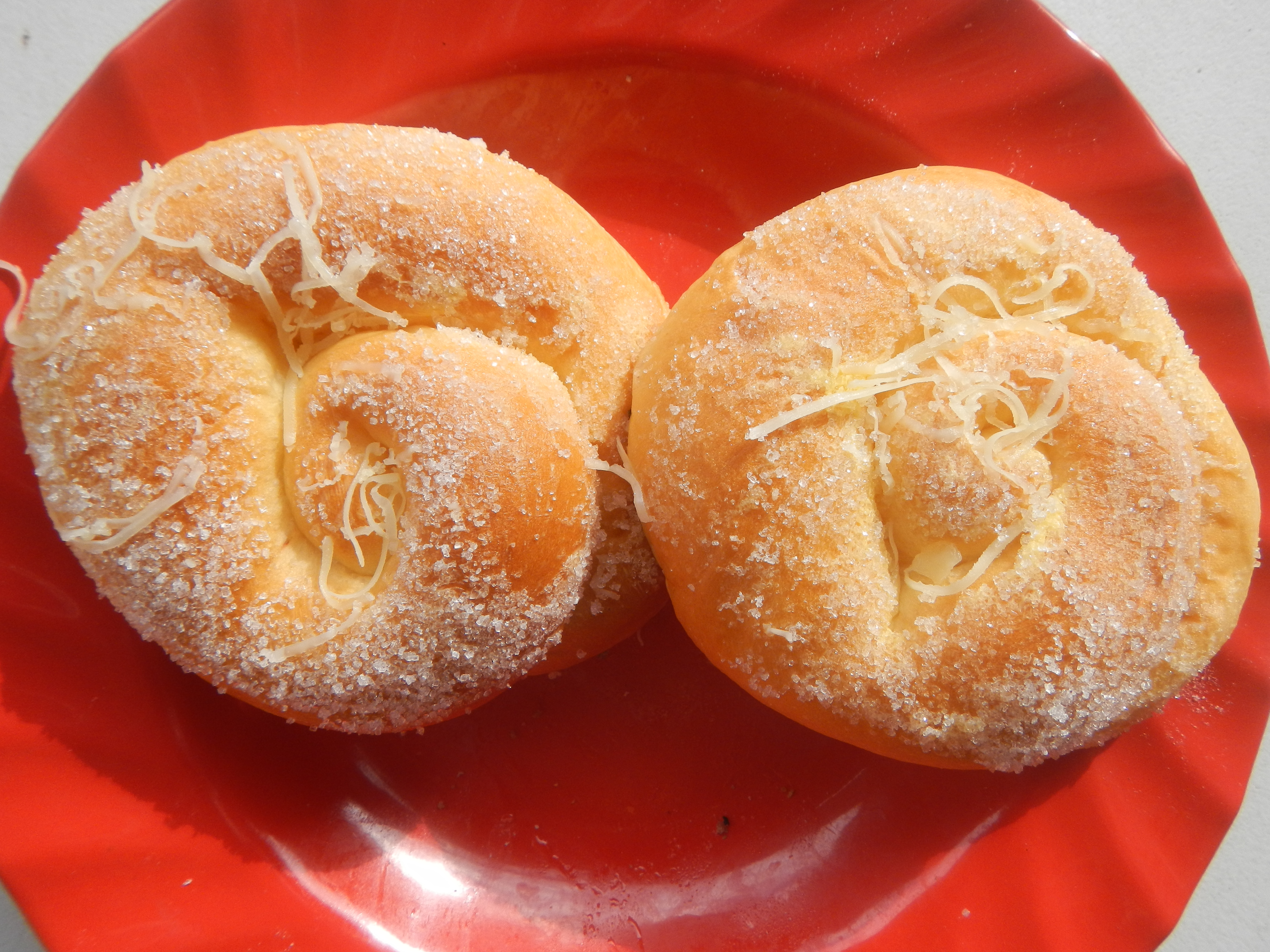
フィリピンのエンサイマダの例

エンサイマダ（英語: ensaymada）はフィリピンで人気の菓子パン。ブリオッシュ風のパン生地にチーズ、グラニュー糖を乗せたもの。上述のマヨルカ島発祥のエンサイマダがスペイン人によってもたらされ、フィリピン人の嗜好や風土に合うように変化していったものである。
フィリピンではスターバックスなどのコーヒーチェーン、ベーカリー、スーパーマーケットなどで販売されている。